# 森の石松

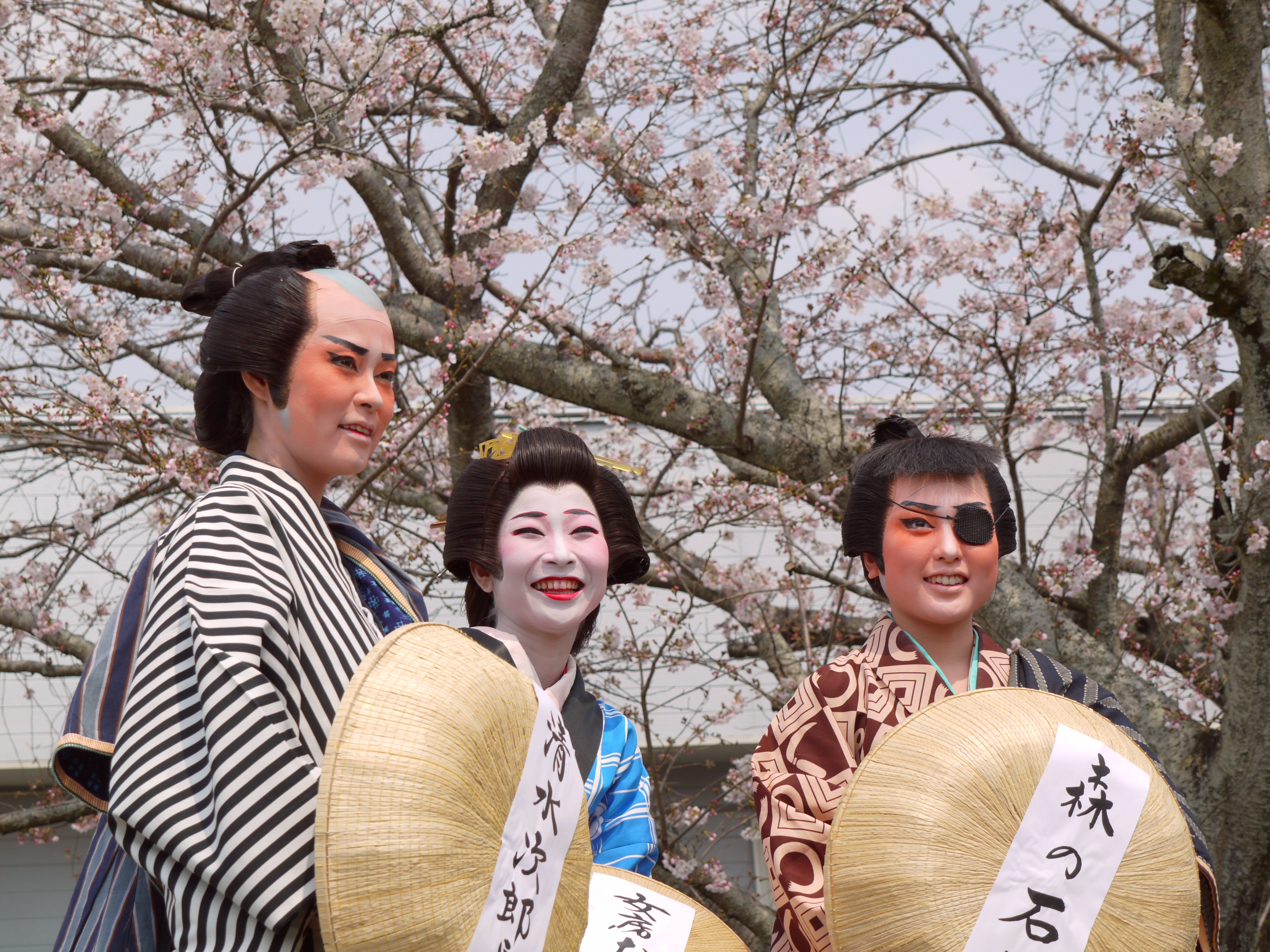
森の石松まつり (静岡県周智郡森町)

森の石松（もりのいしまつ、生年不詳 - 1860年7月18日（万延元年6月1日））は、清水次郎長の子分として幕末期に活躍したとされる侠客。出身地は三州半原村（後の愛知県新城市富岡）とも遠州森町村（後の静岡県周智郡森町）とも伝えられるが定かでない。浪曲では「福田屋という宿屋の倅」ということになっている。森の石松の「森」とは森町村のことである。半原村説では、半原村で生まれたのち、父親に付いて移り住んだ森町村で育ったという。
なお、現在語り継がれている石松は、清水次郎長の養子になった天田五郎の聞き書きによって出版された『東海遊侠伝』によるところが大きく（つまりお手盛りの伝記）、そこに書かれて有名になった隻眼のイメージは、同じく清水一家の子分で隻眼の豚松と混同していた、または豚松のことを石松だと思って書かれたともいわれており、石松の人物像はおろか、その存在すら信憑性が疑われている。しかし、「遠州っ子」（1980年、ひくまの出版・刊）の森の石松にまつわる記事には、出所後の晩年を興行主として相撲や芝居などの開催を仕切っていた清水次郎長と会ったことのあるという人が、次郎長が森の石松のことを聞かれて涙したと語っていたことなどの記述があるため、森の石松が実在の人物なのか、それとも空想上の人物なのか、ますますわからなくなっている。

## 略歴
孤児となった石松は侠客の森の五郎に拾われて育てられた。侠客同士の喧嘩から上州（のちの群馬県）で人を斬り、次郎長にかくまわれて、その子分となった。
病で妻に先立たれたばかりの次郎長とともに宿敵を討ち果たし、親分の御礼参りの代参で金毘羅大権現 松尾寺へ出かけた帰路、方々から預かっていた次郎長への香典を狙った侠客の都田の吉兵衛（都田はのちの静岡県浜松市北区都田。講談や浪花節では「都鳥」とされる）に、遠州中郡（のちの静岡県浜松市浜北区小松と思われる）にてだまし討ちに遭い、斬られて死亡した。吉兵衛は翌1861年（万延2年）、次郎長によって討ち果たされる。
上述の『東海遊侠伝』により逸話が伝わり、酒飲みの荒くれだが義理人情に厚く、どこか間が抜けている、といった愛すべきキャラクターとして講談や浪曲（浪花節）に数多く登場する（後述）。

## 史料
石松のことを伝える史料の代表格は、一時期次郎長の養子であった天田五郎（ペンネーム：山本鐵眉。後に出家し天田愚庵と号した）が1884年（明治17年）に出版した『東海遊侠伝』であり、以降の中島儀市『明治水滸伝清水次郎長の伝』（1886年（明治19年）出版）や村松梢風（森町出身）が1920年（大正9年）頃 雑誌『騒人』に連載した「正伝清水次郎長」をはじめとする伝記の殆どのルーツと言ってよい。

## 講談や浪花節
一方、講談や浪花節に描かれる石松や次郎長は、彼らの仲間であり後に旅講釈師となった清竜が講談師の三代目神田伯山に金銭と引き換えにネタとして提供したものが元であり、さらに浪曲師の二代目広沢虎造が、次郎長伯山こと3代目神田伯山の弟子、神田ろ山の協力を得て、伯山の講談をフシ付けし、浪花節とした。
虎造の十八番の一つ「石松三十石舟」の中で石松が、たまたま舟に乗り合わせて石松の名と噂を懸命に思い出そうとしている旅人に「あんた江戸っ子だってね、食いねぇ、寿司を食いねぇ」と勧める有名な台詞は虎造の創作である。その後、実はその江戸っ子はその人が石松である事に気づいており、「馬鹿は死ななきゃ直らねぇ!」と石松をからかう。後世、1980年代にシブがき隊が歌って一世を風靡した「スシ食いねェ!」（作詞：S.I.S、岡田冨美子、作曲：後藤次利）はこの曲からヒントを得たとも言われるが、本来の浪花節の台詞はあくまで「寿司を食いねぇ」である。
なお、神田伯山の元ネタには、石松が大阪の本町橋付近の八軒店（はっけんだな）で押し寿司を買う件があるため、伏見に行く舟の中で神田生まれの江戸っ子に食べるよう勧めた寿司は大阪の押し寿司であり、江戸前寿司ではない。

## 墓
墓は静岡県周智郡森町にある大洞院（曹洞宗）のものが有名だが、他にも墓とされるものは複数あり、どれが正墓が定かではない。
大洞院のものは やくざであるという理由から寺の敷地内ではなく、門前に建てられている。この墓は1935年に地元有志の手で建立されたが、石松の墓石の欠片を持っていると商売繁盛やギャンブルに強くなるという俗信があり削られ続けた。1977年には、硬い根府川石を使用した2代目の墓石が再建されたが、翌年には上部3分の1が削り去られるという形で破壊されて再再建されている。現在建っている物はアフリカ産の極めて硬い石材を使用している。盗まれた墓石が天竜川の河原で発見され大騒ぎになったというエピソードも残っている。

## 題材となった作品

### 映画
- 「清水の次郎長」（1938年、東宝） - 森の石松：大村千吉
- 「エノケンの森の石松」（1939年、東宝） - 森の石松：榎本健一
- 「続清水港」（1940年、日活） - 森の石松：片岡千恵蔵
  - 1957年再上映、改題「清水港代参夢道中」。 現代の舞台監督：石田勝彦（演：片岡千恵蔵）が江戸時代にタイムスリップして、森の石松になるという異色の作品。
- 「森の石松」（1949年、松竹） - 森の石松：藤田進
- 「殴られた石松」（1951年、新東宝） - 森の石松：田崎潤
- 「清水次郎長伝」（1952年、新東宝） - 森の石松：田崎潤
- 「唄祭り清水港」（1952年、松竹） - 森の石松：大木実
- 「次郎長一家罷り通る」（1953年、松竹） - 森の石松：堺駿二
- 「次郎長三国志 第二部 次郎長初旅」（1953年、東宝） - 森の石松：森繁久彌
- 「次郎長三国志 第三部 次郎長と石松」（1953年、東宝） - 森の石松：森繁久彌
- 「次郎長三国志 第四部 勢揃い清水港」（1953年、東宝） - 森の石松：森繁久彌
- 「次郎長三国志 第五部 殴込み甲州路」（1953年、東宝） - 森の石松：森繁久彌
- 「次郎長三国志 第六部 旅がらす次郎長一家」（1953年、東宝） - 森の石松：森繁久彌
- 「次郎長三国志 第七部 初祝い清水港」（1954年、東宝） - 森の石松：森繁久彌
- 「次郎長三国志 第八部 海道一の暴れん坊」（1954年、東宝） - 森の石松：森繁久彌
- 「びっくり五十三次」（1954年、松竹） - 森の石松：三井弘次
- 「次郎長遊侠伝 秋葉の火祭り」（1955年、日活） - 森の石松：森繁久彌
- 「次郎長遊侠伝 天城鴉」（1955年、日活） - 森の石松：森繁久彌
- 「任侠清水港」（1957年、東映） - 森の石松：中村錦之助
- 「次郎長意外伝 灰神楽の三太郎」（1957年、東宝） - 森の石松：森繁久彌
- 「次郎長意外伝 大暴れ三太郎笠」（1957年、東宝） - 森の石松：森繁久彌
- 「森の石松」（1957年、大映） - 森の石松：勝新太郎
- 「次郎長外伝 石松と追分三五郎」（1957年、松竹） - 森の石松：北上弥太朗
- 「清水港の名物男 遠州森の石松」（1958年、東映） - 森の石松：中村錦之助
- 「暴れん坊森の石松」（1959年、東宝） - 森の石松：フランキー堺
- 「次郎長富士」（1959年、大映） - 森の石松：勝新太郎
- 「森の石松幽霊道中」（1959年、東宝） - 森の石松：フランキー堺
- 「大暴れ森の石松」（1959年、東宝） - 森の石松：フランキー堺
- 「続 次郎長富士」（1960年、大映） - 森の石松：勝新太郎
- 「森の石松鬼より恐い」（1960年、東映） - 森の石松：中村錦之助
  - 「続清水港」（1940年、日活）のリメイク
- 「ひばりの森の石松」（1960年、東映） - 森の石松：美空ひばり
- 「次郎長血笑記 秋葉の対決」（1960年、第二東映） - 森の石松：品川隆二
- 「次郎長血笑記 殴り込み道中」（1960年、第二東映） - 森の石松：品川隆二
- 「次郎長血笑記 富士見峠の対決」（1960年、第二東映） - 森の石松：品川隆二
- 「次郎長血笑記 殴り込み荒神山」（1960年、第二東映） - 森の石松：品川隆二
- 「大笑い次郎長一家 三ン下二挺拳銃」（1962年、新東宝） - 森の石松：柳沢真一
- 「ジェリーの森の石松」（1963年、東映） - 森の石松：ジェリー藤尾
- 「次郎長三国志」（1963年、東映） - 森の石松：長門裕之
- 「次郎長三国志 甲州路殴り込み」（1965年、東映） - 森の石松：長門裕之
- 「次郎長青春篇 つっぱり清水港」（1982年、松竹） - 森の石松：島田紳助
- 「次郎長三国志」（2008年、角川映画） - 森の石松：温水洋一

### テレビドラマ
- 「次郎長三国志」（1957年、日本テレビ） - 森の石松：
- 「森の石松、新国劇アワー」（1959年、TBS） - 森の石松：島田正吾
- 「森の石松、日立劇場」（1959年、TBS） - 森の石松：梅野泰靖
- 「次郎長三国志」（1964年、フジテレビ） - 森の石松：
- 「珍説森の石松、瓦版大喜劇」（1964年、毎日放送） - 森の石松：藤山寛美
- 「初笑い森の石松、コメディ・フランキーズ（第27回）」（1964年、日本テレビ） - 森の石松：フランキー堺
- 「次郎長三国志」（1968年、NET） - 森の石松：山田吾一
- 「巷談森の石松、剣（第44回）」（1968年、日本テレビ） - 森の石松：長門裕之
- 「清水次郎長」（1971年、フジテレビ） - 森の石松：あおい輝彦
- 「森の石松」（1973年、日本テレビ） - 森の石松：村野武範
- 長谷川伸シリーズ 第27話 「殴られた石松」（1973年、NET） - 森の石松：松方弘樹
- 「次郎長三国志」（1974年、NET） - 森の石松：
- 「マチャアキの森の石松」（1975年、NET） - 森の石松：堺正章
- 「清水次郎長(3) 男の涙・石松の最後」（1982年、フジテレビ） - 森の石松：尾藤イサオ
- 「次郎長三国志東海道の暴れん坊」（1988年、テレビ朝日） - 森の石松：仲村トオル
- 「次郎長三国志」（1991年、テレビ東京）　- 森の石松：梨本謙次郎
- 「森の石松 すし食いねェ！ ご存じ暴れん坊一代」（1992年、フジテレビ） - 森の石松：五代目 中村勘九郎
- 「勢揃い清水一家 次郎長売り出す」（1992年、日本テレビ） - 森の石松：水谷豊
- 「清水次郎長物語〜天龍川の決闘〜」(1995年、フジテレビ)　- 森の石松：諸星和己
- 「次郎長三国志」（1995年、NHK）　- 森の石松：水谷豊
- 「次郎長三国志 勢揃い二十八人衆喧嘩旅!」（1998年、テレビ朝日）　- 森の石松：片岡鶴太郎
- 「次郎長三国志」（2000年、テレビ東京）　- 森の石松：的場浩司
- 「次郎長 背負い富士」（2006年、NHK）　- 森の石松：山本太郎
- 「ジロチョー 清水の次郎長維新伝」（2009年、テレビ東京） - 森の石松：中村獅童 (2代目)

### 小説
- 「喧嘩猿」（木内一裕）

### 舞台
- 「森の石松」（1960年10月2日 - 29日、大阪・新歌舞伎座）-森の石松：勝新太郎
- 「極付森の石松」（1965年5月2日 - 27日、大阪・新歌舞伎座）-森の石松：勝新太郎
- 「森の石松」（1970年5月、大阪・新歌舞伎座）-森の石松：勝新太郎
- 「森の石松」（1985年、大阪新歌舞伎座）-森の石松：近藤真彦
- 「森の石松」（再演、1986年、東京・明治座）-森の石松：近藤真彦
- 「次郎長 ながーい目でみてください」（2012年、社団法人日本喜劇人協会、東京・俳優座劇場、福岡・パピヨン24ガスホール、岡山・後楽座）-森の石松：泉堅太郎
- 「桜舞う夜、君想ふ」（2015年、STAR☆JACKS、東京・シアターKASSAI、大阪・大阪市立芸術創造館）　-森の石松：ドヰタイジ
- 「桜舞う夜、君想ふ」（2016年、STAR☆JACKS、東京・南大塚ホール）　-森の石松：ドヰタイジ
- 「桜舞う夜、君想ふ」（2019年、大阪・ABCホール）　-森の石松：ドヰタイジ
- 「次郎長、渡世人辞めるってよ」（2019年、有限会社神田時来組、東京・俳優座劇場）　-森の石松：泉堅太郎

### アニメ
- 「アニメ浪曲紀行 清水次郎長伝」（2004年、毎日放送）　- 企画製作：ピーマんハウス／トマソん

### パチスロ
- 「ガッツだ!!森の石松」（2004年、エレコ（アルゼ）） - 森の石松：ガッツ石松

### 楽曲
- 「森の石松」（1971年、作詞：鈴木博三、作曲：星勝、歌：ザ・モップス）
- 「森の石松」（1995年、作詞：宮沢守夫、作曲：村沢良介、歌：島津亜矢）
- 「夜もすがら踊る石松」（2006年、作詞：阿久悠、作曲：杉本眞人、歌：中村美律子）
- 「ラップ・石松」（2009年、作詞：Ryuji、作曲：Douji・Yoh、歌：沢竜二） - 森の石松とガッツ石松を組み合わせた内容[6]。